# Léon de Chalcédoine
Léon de Chalcédoine est un évêque de l'Église orthodoxe du XIe siècle. Il s'oppose à l'appropriation des trésors des églises par l'empereur byzantin Alexis Ier Comnène entre 1081 et 1091.
Alexis Ier trouve le trésor impérial dans une situation désespérée à son accession au trône en 1081. La guerre avec les Normands draine une grande quantité de monnaie et vide le trésor alors même que Robert Guiscard marche dans les Balkans. Alexis convoque un synode d'ecclésiastiques grecs pour l'autoriser à utiliser les richesses présentes dans les églises. Cet acte suscite la violente opposition d'une grande partie du clergé dont Léon, l'évêque de Chalcédoine.
Léon déclare que le gouvernement a commis un sacrilège en s'emparant d'objets sacrés destinés au culte. L'opposition de Léon force l'empereur à faire machine arrière temporairement en 1082. Les confiscations reprennent très vite et l'absence de résistance de la part du patriarche de Constantinople Nicolas III et d'autres évêques conduit Léon à rompre la communion avec le patriarcat en 1084. Alexis exploite cet acte. En 1086, il convoque aux Blachernes un autre synode dans lequel le sebastocrator Isaac Comnène, le frère de l'empereur, joue un rôle de premier plan en rassemblant les textes patristiques pour le procès. Les opinions de Léon sont condamnées comme hérétiques. Le synode le dépose avant de le bannir à Sozopolis où les habitants le considèrent comme un saint. 
Bien qu'Alexis publie un décret dans lequel il justifie la sécularisation des trésors de l'église, le tollé public est si important qu'il doit promulguer une chrysobulle ordonnant la restitution  de toutes les vaisselles sacrées déjà employées par l'État et déclarant toute utilisation profane future de biens de l'Église comme un sacrilège.
Finalement, Léon de Chalcédoine est rétabli dans ses fonctions au concile de Constantinople de 1094. 